# Маклауд, Реджинальд

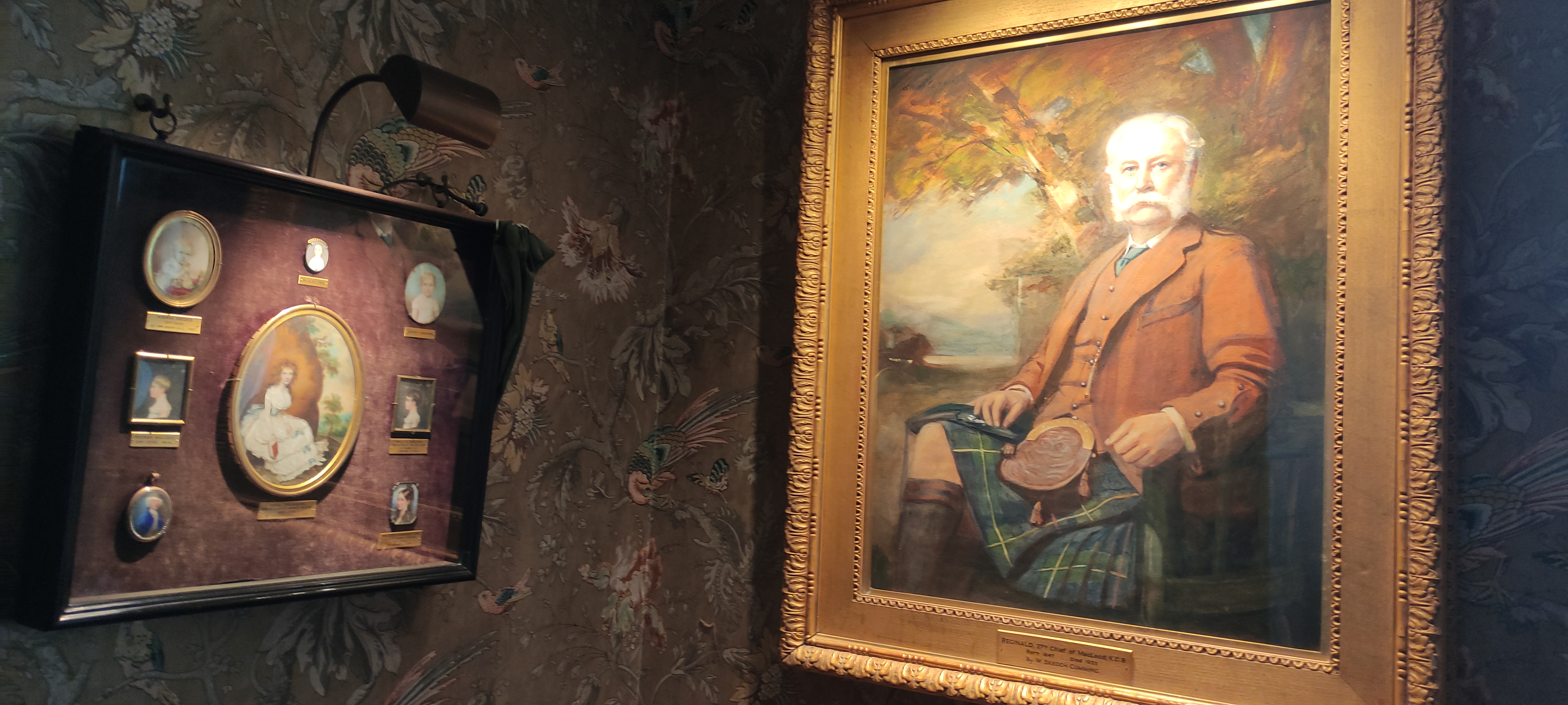
Картина Реджинальда Маклауда, 27-го вождя клана Маклауд, в замке Данвеган

Сэр Реджинальд Маклауд из Маклауда (англ. Sir Reginald MacLeod of MacLeod; 1 февраля 1847 — 20 августа 1935) — шотландский политик, 27-й глава клана Маклауд (1929—1935).

## Биография
Родился 1 февраля 1847 года. Третий сын Нормана Маклауда из Маклауда (1812—1898), 25-го вождя клана Маклаудов, и его жены Луизы Барбары Сент-Джон (1818—1880), единственной дочери 14-й барон Сент-Джон Блетсо. Он получил образование в школе Харроу и в Кембриджском университете.
На всеобщих выборах 1885 года он безуспешно баллотировался за консерваторов в графстве Инвернесс, уступив место независимому либералу. В 1889—1900 годах он стал летописцем королевы и лорда-казначея Шотландии. В феврале 1900 года он был назначен четвертым генеральным регистратором , и в этой роли руководил переписью 1901 года. Два года спустя, в августе 1902 года, он был назначен постоянным заместителем министра Шотландии . Он был посвящен в Орден Бани в 1905 году. После дальнейшей неудачной попытки быть избранным в парламент в 1911 году он ушел из общественной жизни и стал директором Shell, первым из нескольких руководящих должностей, которые он занимал.
Сэр Реджинальд стал 27-м главой клана Маклауд в 1929 году после смерти своего старшего брата Нормана Магнуса. Сэр Реджинальд был лэрдом островов Сент-Килда в 1930 году, когда последние жители покинули острова. В 1931 году он продал острова лорду Дамфрису, позже маркизу Бьюту. Знаменитый Флаг Фей МакЛаудов был установлен сэром Реджинальдом. Эксперт из Музея Виктории и Альберта обсудил с сэром Реджинальдом возможное происхождение флага, избегая упоминаний о сверхъестественном. Сэр Реджинальд выслушал и сказал: «Вы можете в это поверить, но я знаю, что моему предку его подарили феи».

## Семья
17 апреля 1877 года сэр Реджинальд Маклауд женился на леди Агнес Мэри Сесилии Норткот (13 августа 1848 — 26 октября 1921), дочери сэра Стаффорда Норткота, в то время министра финансов, а затем 1-го графа Иддесли, и Сесилии Фрэнсис Фаррер. У них было две дочери:
- Дама Флора Луиза Сесилия Маклауд, 28-я глава клана Маклауд (3 января 1878 — 4 ноября 1976), старшая дочь и преемница отца.
- Олив Сьюзен Миранда Маклауд (18 февраля 1880 — 16 мая 1936).

Его дочь Олив была известна своим путешествием длиной 3700 миль (6000 км) в самое сердце Африки в 1910—1911 годах, чтобы навестить могилу своего жениха. Водопады Маклауд на реке Моа Каби названы в её честь. Она вышла замуж за Чарльза Линдси Темпла (1871—1929), который позже стал вице-губернатором Северной Нигерии.

## Преемственность
Оба старших брата сэра Реджинальда умерли, не оставив потомства мужского пола, а единственный сын его младшего брата, Иэн Бреак, погиб при затоплении HMS Goliath в 1915 году. Поскольку непосредственных наследников мужского пола не было, ему наследовала его старшая дочь, дама Флора Маклауд из Маклауда (1878—1976), 28-й вождь Маклауда и вторая женщина-глава клана.